# 달성공원
달성공원은 대구광역시 중구 달성공원로 35에 있는 공원이다. 본래 달성토성이었다.

## 역사

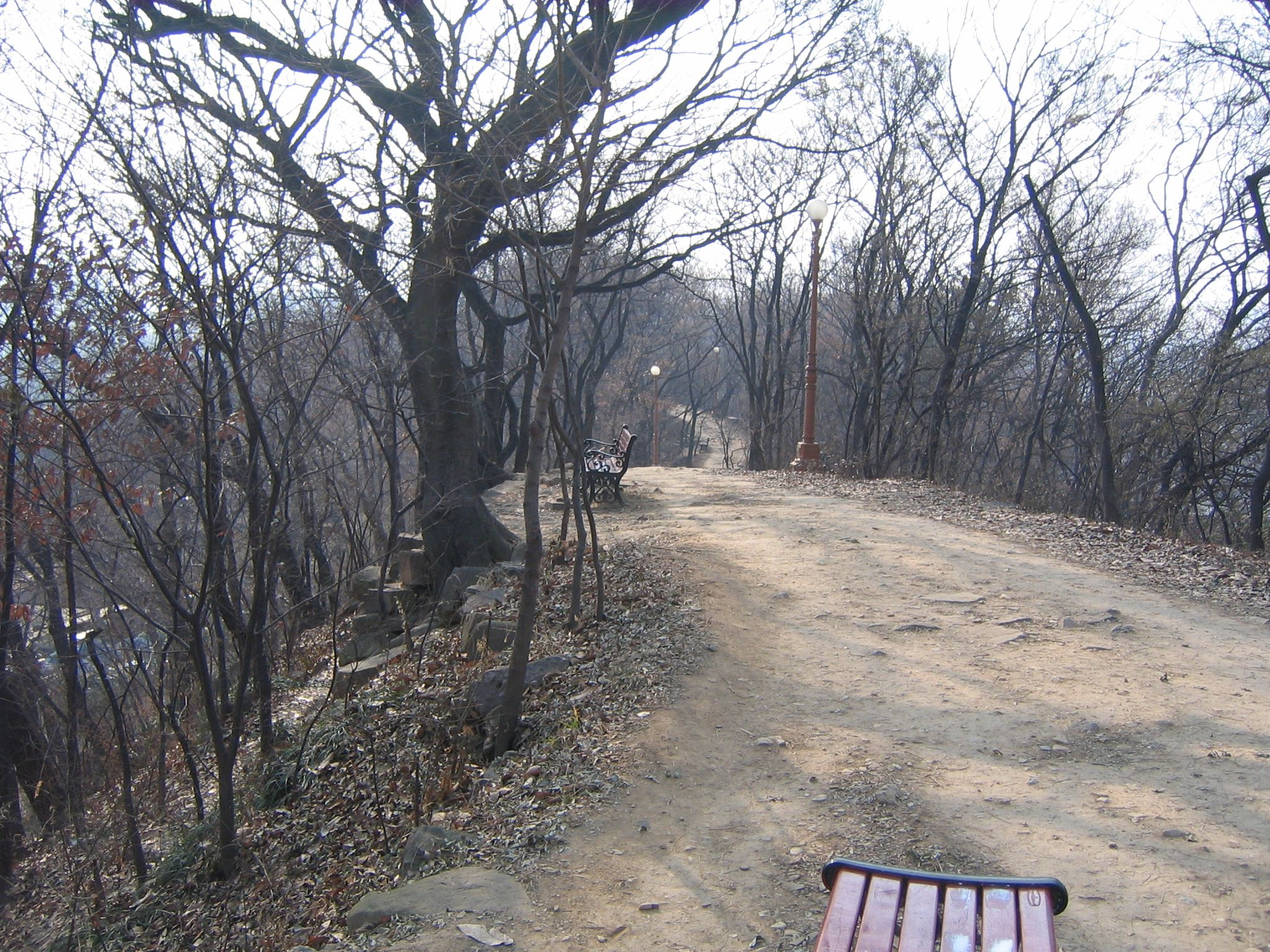
달성공원

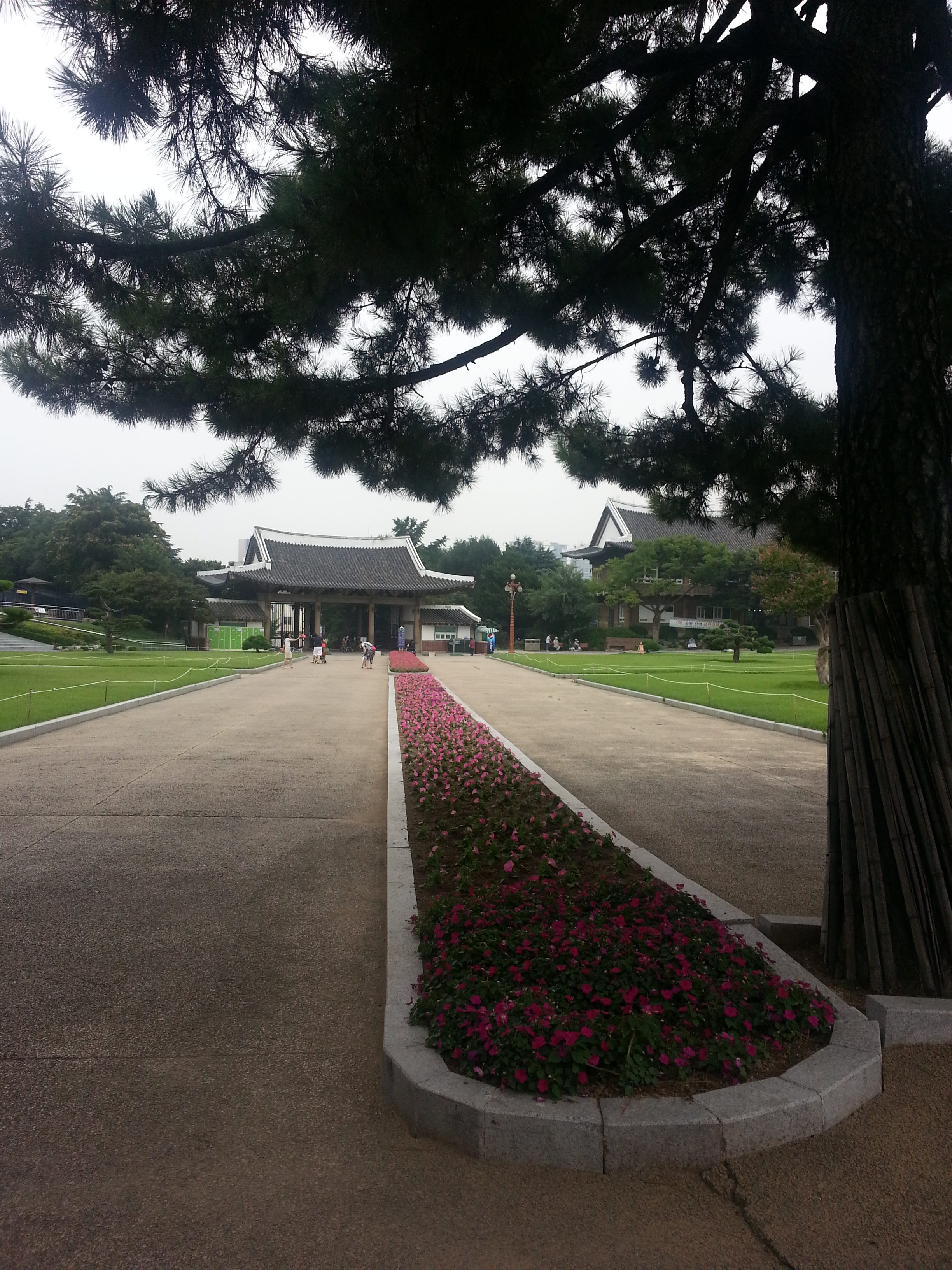
달성공원 길

신라때 달구화현(達句火縣)이라 불렀으며 통일신라 경덕왕(景德王)(742∼765재위)때에 이르러 비로소 대구현으로 이름이 바뀌었다. 달성의 옛이름은 이 달구화(達句火) 달불성 (達弗城)에서 유래된 것이다.
우리나라 성곽발달사상 가장 이른시기에 나타난 형식의 하나로 평가되고 있다. 청동기시대(靑銅器時代)이래로 이 지방의 중심세력을 이루고 있던 집단들이 그들의 생활근거지에 쌓은 성곽(城廓) 이었던 것으로 생각된다. 성벽의 아래층에는 조개무지 유적이 있고 목책(木柵)의 흔적도 있다. 경주의 월성(月城)처럼 평지에 있는 낮은 구릉을 이용하여 축성한 것이 특징이다.
삼국사기에는 신라 첨해왕(沾解王) 15년(261)에 달벌성을 쌓고 나마극종(奈麻克宗)을 성주로 삼았다는 기록이 있다. 신라에 합병된 뒤에는 군사요지로 중시되었으며 그 후 고려 공양왕 2년(1390) 토성에 석축을 더했다. 성벽은 주로 흙으로 축조되었고 주위 길이는 약1,300m 높이는 4m 안팎이다.
선조 29년(1596)에 석축으로 개축하고 상주에 있던 경상감영을 현재의 경상감영공원 자리로 이전하기 전까지 이곳에 두기도 했다. 1905년 공원으로 지정되었으며, 일제강점기에는 달성공원 안에 대구신사(大邱神社)가 세워지기도 했다. 일본에서 발간한 《일본동맹통신사》에는 대구신사의 건립에 조선인 김용주(창씨명 가네다 류슈)가 2천 원을 기부하였다고 되어 있다.
달성공원 자리는 본래 달성 서씨의 세거지(世居地)였는데 세종대왕 때 문중에서 토지를 국가에 헌납하였다. 세종대왕이 이를 포상하려 했지만 ‘서침’은 그 대신 국가에서 서민의 환곡을 탕감해줄 것을 건의하였고, 이에 따라 대구의 상환모곡은 1석당 오승씩 감면케 되었으며 조선 말까지 그 특례가 존속되었다. 대구 부민은 이와같은 '서침'을 숭모하여 1665년 대구 구암서원에 봉향하였다. 한편 세종대왕은 회화나무를 심어 서침의 마음을 기리게 했는데 현재 달성공원 내에 있는 '서침나무'가 그 나무로 알려져 있다.
1963년 사적 제62호로 지정되었다. 이어 1965년 2월 달성공원 종합조성계획을 확정한 후 1969년 공원으로 탈바꿈시켰고, 1970년 5월 달성공원 종합문화관, 동물원 조성을 완료하고, 공원 내에 이상화 시비, 관풍루, 천도교 최제우 동상을 안치하였다. 대구 도시철도 3호선 달성공원역에 내려서 조금만 걸어가면 만날 수 있다.
- 삼한시대: 달불성
- 1596(선조29년): 경상감영 설치
- 1905(광무9년): 공원 조성
- 1963년 1월 21일: 사적 제62호 지정
- 1969년 8월 1일: 달성공원 개원
- 1970년 5월 2일: 동물원 개원
- 1975년 6월 1일: 달성공원관리사무소로 기구 개편
- 1976년 5월 21일: 공원관리사무소로 기구 개편
- 1989년 10월 1일: 달성공원관리사무소로 기구 개편
- 2000년 4월 1일: 무료 개방.

### 독립운동 중심지
1915년 달성공원에서 대한광복단원들과 조선국권회복단원들이 모여 대한광복회를 결성하게 된다. 국권을 회복하고 공화제를 실현하는 것을 목적으로 하면서 각 도(都)에 곡물상과 잡화상을 열어 군자금을 모으고 친일부호들을 처단하면서 독립군을 양성하였다.

### 달성 서씨
대구 토성(土姓)인 달성은 달성 서씨들과 대구 서씨들의 세거지이다.

## 교통
- ● 대구 도시철도 3호선 달성공원역

## 갤러리

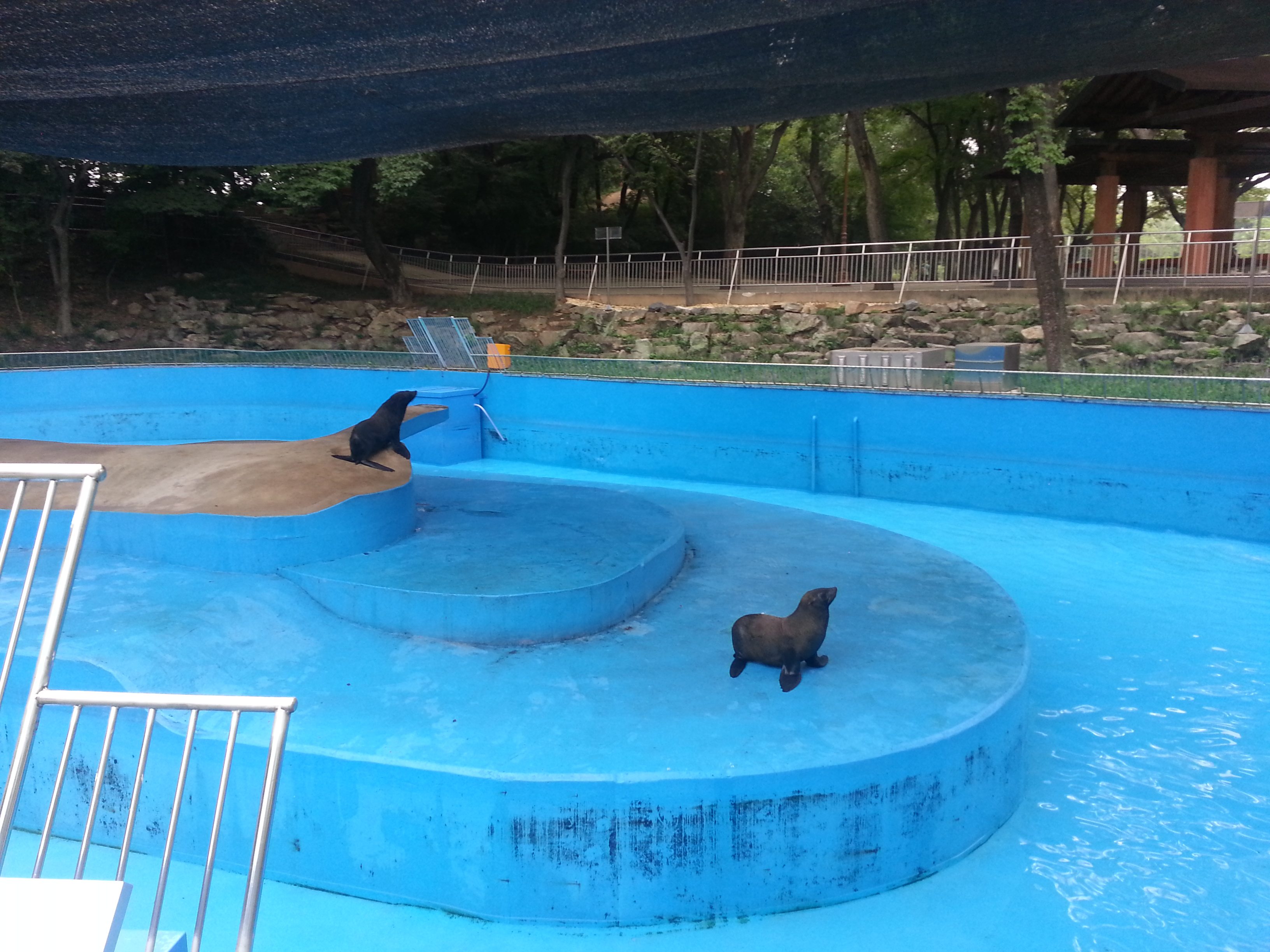
달성공원 동물원 물개들
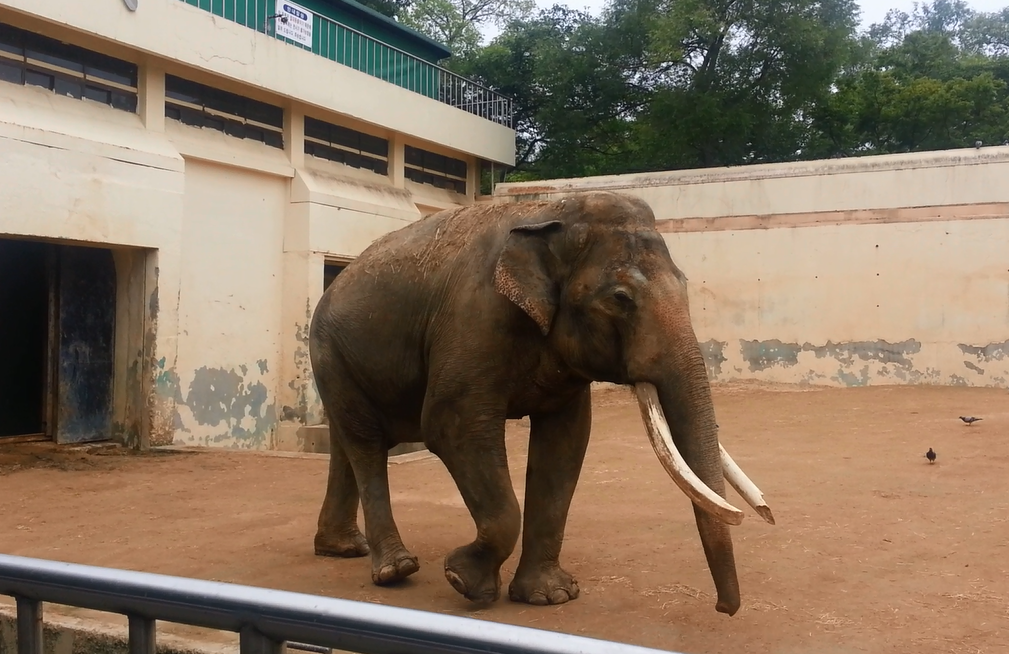
달성공원 동물원 코끼리
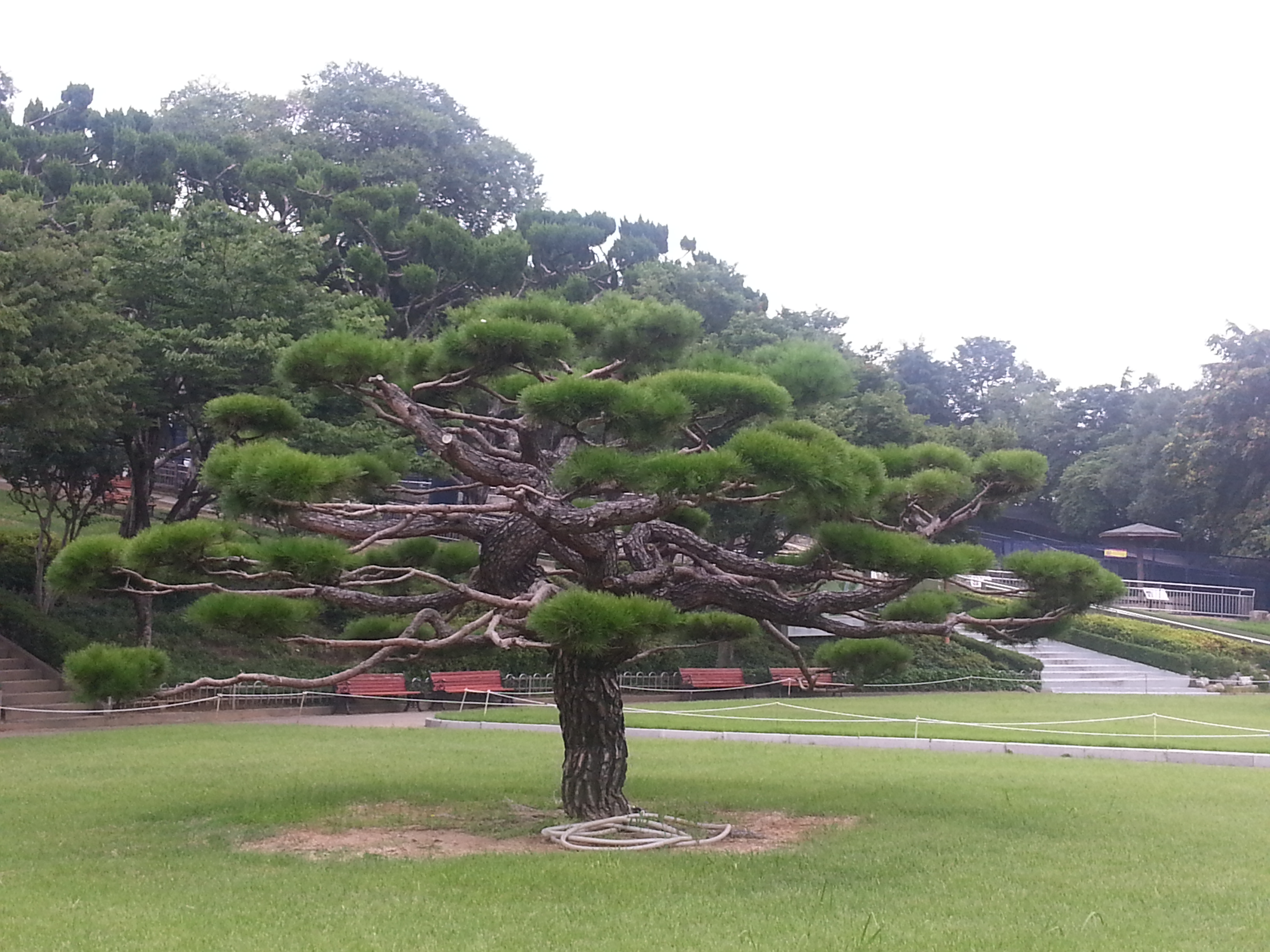
달성공원 잔디

## 같이 보기
- 대구 달성 - 사적 제62호